# Blanche Mehaffey
Blanche Mehaffey (Cincinnati, Ohio, 28 de julio de 1908 - Los Ángeles, California, 31 de marzo de 1968) fue una actriz estadounidense.

## Biografía
Nacida en Cincinnati, Ohio, Mehaffey empezó su carrera como bailarina con las Ziegfeld Follies antes de ir a Hollywood a interpretar papeles cómicos en el cine. El productor de su espectáculo, Florenz Ziegfeld, decía que ella tenía los más hermosos ojos del mundo. Fue elegida como una de las WAMPAS Baby Stars de 1924. Ese año fueron elegidas, entre otras, Clara Bow, Dorothy Mackaill, y Hazel Keener.
Su debut en el cine fue en la película muda His Wild Oats (1916).
Trabajó en muchas comedias de Hal Roach a lo largo de varios años. 
Durante un año se retiró de los rodajes a fin de seguir estudios de voz e idiomas en Nueva York. Mehaffey volvió al cine con Sunrise Trail(1931), una película en la cual trabajaba frente a la estrella cowboy Bob Steele. Esta fue su primera película hablada.
Mehaffey estuvo casada dos veces. La primera, con George Joseph Hausen, duró únicamente diez semanas hasta que se divorciaron. El segundo matrimonio fue con el cineasta Ralph M. Like, con el que estuvo casada desde 1932 a 1938, año en que se divorciaron.
Blanche Mehaffey falleció en Los Ángeles en 1968